# همسایه‌ها ۲: انجمن خواهری برمی‌خیزد
همسایه‌ها ۲: انجمن خواهری برمی‌خیزد (انگلیسی: Neighbors 2: Sorority Rising) فیلمی در ژانر کمدی به کارگردانی نیکلاس استولر است که در سال ۲۰۱۶ منتشر شد. از بازیگران آن می‌توان به زک افران، کلویی مورتز، ست روگن، دیو فرانکو، سلنا گومز و رز بیرن اشاره کرد. این فیلم دنباله‌ی فیلم همسایه‌ها محصول سال ۲۰۱۴ است.
این فیلم در تاریخ ۲۶ آوریل ۲۰۱۶، در برلین به نمایش درآمد و به طور کلی نقدهای مثبتی از سوی منتقدان دریافت کرد و در حالیکه بودجه ساخت آن ۳۵ میلیون دلار بود، در سراسر جهان ۱۸۰ میلیون دلار به فروش رفت.
زک افران و کلویی گریس مورتس به ترتیب برنده بازیگر مرد منتخب فیلم‌های کمدی و بازیگر زن منتخب فیلم‌های کمدی از سوی جوایز برگزیده نوجوانان شدند.

## داستان
یک خانواده در محله ای ساکت و آرام زندگی می‌کنند و هیچ مشکلی ندارند تا اینکه برادران فرت به همسایگی آنان می‌آیند و دردسر برایشان آغاز می‌شود.